# Lunes espectaculares (Telefe)
«Lunes espectaculares» es un bloque de películas de Canal 11 emitido desde 1961 hasta 2001, siendo uno de los más antiguos del canal.

## Géneros
- Cine de Acción
- Cine de Suspenso
- Cine de terror
- Cine musical
- Cine de comedia
- Cine de drama
- Cine documental
- Cine argentino
- Cine de fantasía